# 힐베르트 공간
함수해석학에서 힐베르트 공간(Hilbert空間, 영어: Hilbert space)은 완비 내적 공간이다. 유클리드 공간을 일반화한 개념이다.

## 정의
{\displaystyle K}가 {\displaystyle \mathbb {R} } 또는 {\displaystyle \mathbb {C} }라고 하자. {\displaystyle K}-힐베르트 공간 {\displaystyle ({\mathcal {H}},\langle \cdot ,\cdot \rangle )}은 완비 거리 공간을 이루는 {\displaystyle K}-내적 공간이다. 내적 공간으로서, 힐베르트 공간은 표준적인 위상 공간 및 거리 공간 및 벡터 공간 및 노름 공간의 구조를 갖는다.
이와 동치로, {\displaystyle K}-힐베르트 공간을 다음과 같은 평행사변형 항등식(平行四邊形恒等式, 영어: parallelogram identity)을 만족시키는 {\displaystyle K}-바나흐 공간 {\displaystyle ({\mathcal {H}},\|\cdot \|)}으로 정의할 수 있다.
{\displaystyle \|u+v\|^{2}+\|u-v\|^{2}=2(\|u\|^{2}+\|v\|^{2})\qquad \forall u,v\in {\mathcal {H}}}
이 경우, 내적 구조는
{\displaystyle \langle u,v\rangle ={\begin{cases}{\frac {1}{4}}\left(\|u+v\|^{2}-\|u-v\|^{2}\right)&K=\mathbb {R} \\{\frac {1}{4}}\left(\|u+v\|^{2}-\|u-v\|^{2}+i\|u+iv\|^{2}-i\|u-iv\|^{2}\right)&K=\mathbb {C} \\\end{cases}}}
가 된다.

## 분류
힐베르트 공간 {\displaystyle {\mathcal {H}}}의 정규 직교 기저 {\displaystyle B\subset {\mathcal {H}}}는 다음과 같은 두 성질을 만족시키는 부분집합이다.
- 모든 {\displaystyle e,e'\in B}에 대하여,{\displaystyle \langle e,e'\rangle ={\begin{cases}0&e\neq e'\\1&e=e'\end{cases}}}
- 다음 집합은 {\displaystyle {\mathcal {H}}} 속의 조밀 집합이다.{\displaystyle \operatorname {Span} B=\left\{a_{1}e_{1}+\cdots +a_{n}e_{n}|n\in \mathbb {N} ,\;e_{1},\dots ,e_{n}\in B,\;a_{1},\dots ,a_{n}\in K\right\}\subset {\mathcal {H}}}

초른 보조정리에 의하여, 모든 힐베르트 공간은 정규 직교 기저를 갖는다. 주어진 힐베르트 공간 {\displaystyle {\mathcal {H}}}의 모든 정규 직교 기저의 크기는 항상 같은 기수임을 보일 수 있으며, 이 기수를 힐베르트 공간의 차원 {\displaystyle \dim {\mathcal {H}}}이라고 한다.
일반적으로, 힐베르트 공간의 정규 직교 기저는 벡터 공간의 기저를 이루지 않으며, 힐베르트 공간의 차원은 벡터 공간으로서의 차원보다 작거나 같다. 이는 벡터 공간의 경우 {\displaystyle \operatorname {Span} B={\mathcal {H}}}를 필요로 하지만, 힐베르트 공간의 경우 {\displaystyle \operatorname {Span} B}가 오직 조밀 집합임이 족하기 때문이다.
두 {\displaystyle K}-힐베르트 공간 {\displaystyle {\mathcal {H}}}, {\displaystyle {\mathcal {H}}'} 사이에 다음 두 조건이 서로 동치이다.:1.4.19–1.4.21
- {\displaystyle \dim {\mathcal {H}}=\dim {\mathcal {H}}'}
- {\displaystyle {\mathcal {H}}}와 {\displaystyle {\mathcal {H}}'} 사이에 유니터리 변환 {\displaystyle U\colon {\mathcal {H}}\to {\mathcal {H}}'}이 존재한다. 즉, 두 힐베르트 공간은 서로 동형이다.

따라서, 힐베르트 공간들은 차원에 따라 완전히 분류된다. 또한, {\displaystyle K}-힐베르트 공간 {\displaystyle {\mathcal {H}}}에 대하여 다음 두 조건이 서로 동치이다.:1.4.23
- {\displaystyle {\mathcal {H}}}는 분해 가능 공간이다.
- {\displaystyle \dim {\mathcal {H}}\leq \aleph _{0}}이다.

즉, 분해 가능 힐베르트 공간의 차원은 음이 아닌 정수이거나 아니면 가산 무한 {\displaystyle \aleph _{0}}이다.

## 성질
리스 표현 정리에 따라서, 힐베르트 공간 {\displaystyle {\mathcal {H}}}는 스스로의 연속 쌍대 공간 {\displaystyle {\mathcal {H}}^{*}}와 동형이며, 만약 {\displaystyle K=\mathbb {R} }일 경우 이는 표준적(영어: canonical) 동형이다.

## 예
{\displaystyle K}가 {\displaystyle \mathbb {R} } 또는 {\displaystyle \mathbb {C} }라고 하고, {\displaystyle (X,{\mathcal {F}},\mu )}가 측도 공간이라고 하자. 그렇다면 그렇다면 L2 공간 {\displaystyle L^{2}(X,K)}는 {\displaystyle K}-힐베르트 공간을 이룬다.:1.4.9
만약 {\displaystyle X}가 셈측도가 부여된 집합이라면
{\displaystyle \dim L^{2}(X,K)=|X|}
이며, 함수
{\displaystyle f_{x}\colon X\to K\qquad (x\in X)}
{\displaystyle f_{x}(y)={\begin{cases}1&x=y\\0&x\neq y\end{cases}}}
는 {\displaystyle L^{2}(X,K)}의 정규 직교 기저를 이룬다.
만약 {\displaystyle {\mathcal {F}}}가 분해가능 시그마 대수({\displaystyle d(A,B)=\mu (A\setminus B\cup B\setminus A)}로 정의한 거리 공간이 분해 가능 공간인 경우)이며, 또한 {\displaystyle X}가 시그마 유한 공간(가산개의 유한 측도 부분집합들의 합집합)이라면, {\displaystyle L^{2}(X,K)}는 분해 가능 공간이다.:1.3.9

## 응용
힐베르트 공간은 해석학의 다양한 분야에 응용되며, 특히 편미분 방정식 이론에서 널리 쓰인다. 힐베르트 공간 중 하나인 소볼레프 공간이 편미분 방정식을 다룰 때 주로 등장한다.
푸리에 해석이 힐베르트 공간에서 이뤄진다.
양자역학에서, 양자계의 상태 공간은 분해 가능 사영 힐베르트 공간으로 나타내어진다.

## 역사
1907년에 리스 프리제시와 에른스트 지그스문트 피셔가 독립적으로 힐베르트 공간 중 하나인 L2가 완비 거리 공간임을 증명하였다. 1907년에 힐베르트 공간론에서 핵심적 정리 중 하나인 리스 표현 정리가 증명되었다.
1908년에 다비트 힐베르트와 에르하르트 슈미트가 발표한 적분방정식에 대한 논문에서 제곱 적분 가능한 두 함수의 내적 {\displaystyle (f,g):=\int _{a}^{b}f(x)g(x)dx}이 등장한다. 이 공간은 힐베르트 공간인 {\displaystyle L^{2}}공간이 된다.
다비트 힐베르트가 1912년에 힐베르트 공간 {\displaystyle \ell ^{2}(\mathbb {N} )}을 정의하였다. 이는 유클리드 공간이 아닌 최초의 힐베르트 공간으로 여겨진다. 이후 1929년에 존 폰 노이만 이 힐베르트 공간을 추상적으로 정의하였다.

## 참고 문헌
- Teschl, Gerald (2009). 《Mathematical methods in quantum mechanics with applications to Schrödinger operators》. Graduate Studies in Mathematics (영어) 99. American Mathematical Society. ISBN 978-0-8218-4660-5. MR 2499016. Zbl 1166.81004.
- Reed, Michael C.; Barry Simon (1980). 《Functional analysis》. Methods of modern mathematical physics (영어) 1. Academic Press. ISBN 0-12-585050-6. Zbl 0459.46001.
- Halmos, Paul (1982). 《A Hilbert space problem book》 (영어). Springer. ISBN 0-387-90685-1.
- Young, Nicholas (1988). 《An introduction to Hilbert space》 (영어). Cambridge University Press. ISBN 0-521-33071-8. Zbl 0645.46024.